# Galium multiflorum
Galium multiflorum är en måreväxtart som beskrevs av Albert Kellogg. Galium multiflorum ingår i släktet måror, och familjen måreväxter. Inga underarter finns listade i Catalogue of Life.